# Pinocchio (2002)
Pinocchio is een Italiaanse fantasyfilm uit 2002 geregisseerd door Roberto Benigni die ook de hoofdrol vertolkt. De film is gebaseerd op het boek Pinokkio van Carlo Collodi.

## Plot
De pop Pinokkio die gemaakt is door houtsnijder Gepetto komt tot leven en beleeft verschillende avonturen.

## Ontvangst
De film heeft een zeldzame 0%-score op Rotten Tomatoes wat betekent dat geen enkele recensie op die website positief over de film is. 
De film was genomineerd voor zes Razzies en won de prijs voor Slechtste acteur.
De recensies in Italië waren een stuk milder. De film was genomineerd voor zes Premi David di Donatello  en won er twee.